# Pervomajsk
Pervomajsk (ukrainsk: Первома́йськ, tr. Pervomájsk, ukrainsk udtale: [perwɔˈmai̯sʲk]  ( hør); russisk: Первома́йск, tr. Pervomájsk) er en by i det sydlige Ukraine.
Pervomajsk ligger i Mykolajiv oblast og det administrative centrum for Pervomajsk rajon. Administrativt er byen betegnet som en By af regional betydning og hører ikke til rajonen. Den ligger ved floden Sydlige Buh, som gennemskærer byen.
Byen havde i 2021 en befolkning på omkring 63.377.

## Historie
Byen blev dannet af tre nabobyer: landsbyen Holta (Голта) og byen Bohopil (Богопіль) omkring en amtsby Olviopol (Ольвіополь) der blev slået sammen. Sammenlægningen blev vedtaget af den alukrainske centrale eksekutivkomité den 6. juni 1919. Disse byer eksisterede fra 1773, og den første bosættelse i området blev nævnt allerede i 1676.
I det 17. århundrede var Holta en del af Zaporozka Sitj (en), Bohopil var toldsted i Den polsk-litauiske realunion og Olviopol var en del af Det Russiske Kejserrige.

### Den anden verdenskrig
Under Anden Verdenskrig blev Pervomajsk besat af Aksemagterne i 1941 og blev delt mellem tyske besættelsesmyndigheder på den østlige bred (Bohopol og Olviopol) og det rumænsk besatte Region Transnistrien mod vest (Holta). Holta fungerede som centrum for Golta judeţ' (distrikt) i Transnistrien. I Pervomajsk var mere end 1/3 af befolkningen jødiske før krigen, men de fleste blev myrdet under besættelsen.
Byen var efter krigen hjemsted for 46. Raket Division med Interkontinentale ballistiske missiler i Sovjetunionens atomvåben, under Den kolde krig. Anlægene blev nedlagt og destrueret, efter nedrustningsforhandlingerne i 1990'erne.

## Galleri
- Pervomaisk rådhus
- Ortodoks kirke i Pervomajsk
- Arbejdere nedbryder SS-24 silo i Pervomajsk.